# Salaryman chohanji
Salaryman chohanji (샐러리맨 초한지?, Saelleorimaen chohanjiLR), noto anche con il titolo internazionale History of a Salaryman, è un drama coreano del 2012. Attraverso la storia di un comune impiegato che si ritrova coinvolto con spie aziendali e aziende farmaceutiche rivali, la serie satirizza gli eventi accaduti durante la disputa Chu-Han in Cina (206-202 a.C.) usando le moderne politiche sul posto di lavoro.

## Trama
Il ricco imprenditore Ho-hae viene ritrovato morto, ma individuare il colpevole risulta più difficile del previsto.